# تحميص القهوة المنزلي

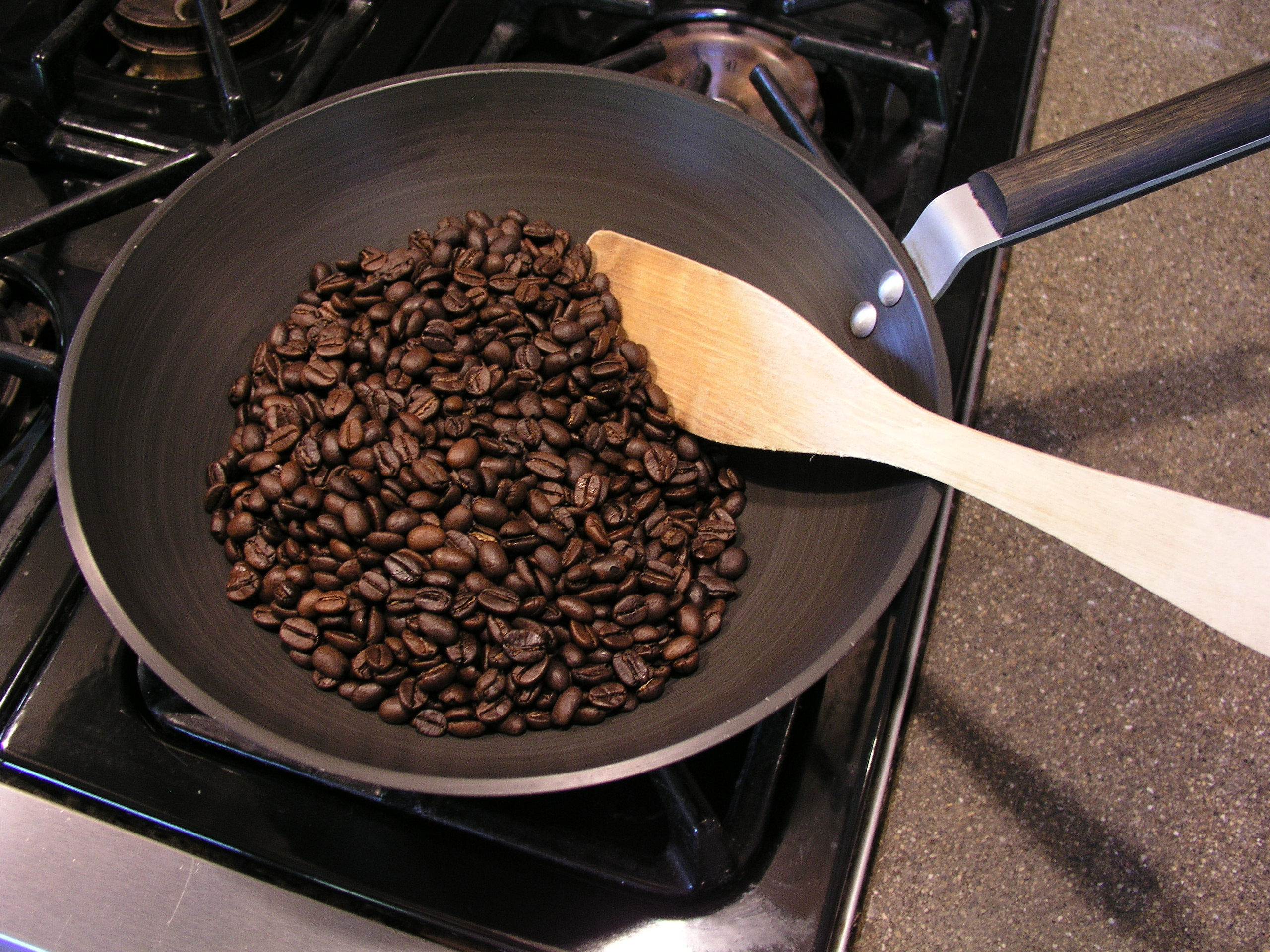
تحميص حبوب البن في مقلاة على موقد المطبخ.

التحميص المنزلي للقهوة هو عملية تحميص بذور القهوة الخضراء بكميات صغيرة للاستهلاك الفردي، ولازالت تمارس عملية تحميص القهوة منذ قرون باستخدام وسائل بسيطة مثل: التحميص باستخدام مقلاة حديدية موضوعة على موقد من الحطب أو باستخدام أسطوانة فولاذية صغيرة على موقد المطبخ. حتى مطلع القرن العشرين كان تحميص القهوة منزلياً أكثر شيوعاً من شرائها مسبقة التحميص. وأصبحت تجارة تحميص القهوة والقهوة سريعة التحضير سائدة بعد الحرب العالمية الأولى مما أدى إلى انخفاض التحميص المنزلي بشكل كبير. ففي السنوات الأخيرة ما كان ضرورياً بالأمس أصبح هواية في يومنا هذا. وأصبح الانجذاب تجاهه أربعة اضعاف: الاستمتاع بقهوة طازجة ولذيذة من خلال تجربة تعدد أنواع البن وطرق التحميص واتقان عملية التحميص وتوفير المال. وأصبح هؤلاء الهواة يزودون بمختلف المصادر بما في ذلك موردي بيع القهوة الخضراء بكميات صغيرة والمصنعين الذين يصنعون آلات التحميص على المنضدة.

## التاريخ

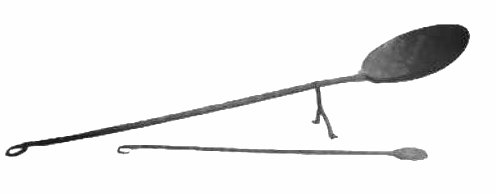
مقلاة تحميص القهوة وملعقة التحريك من بغداد في القرن الخامس عشر

كانت أول الأدوات المعروفة المصممة خصيصاً للاستخدام الشخصي لتحميص القهوة عبارة عن مقالي رقيقة ودائرية وغالباً ما تكون مثقبة ومصنوعة من المعدن أو الخزف. كانت ستستخدم في القرن الخامس عشر في الإمبراطورية العثمانية وبلاد فارس الكبرى. نوعية السطح لهذه المقلاة غير عميقة فهي مصممة مع مقبض طويل لتمكن من إمساكها على الشواية أو على الموقد (وعاء من الفحم الساخن) إلى أن تتحمص القهوة. يتم تحريك بن القهوة باستخدام ملعقة رفيعة ونحيفة ويتم تسخين فقط كمية صغيرة من البن في وقت واحد. كان أول ظهور لأسطوانات التحميص بمقبض لضمان بقاء البن في حركة مستمرة في القاهرة عام 1650 تقريباً. توضع هذه الأسطوانات المصنوعة من المعدن والأكثر شيوعاً أنها مصنوعة من صفائح النحاس أو (الحديد المصبوب) على موقد الفحم أو على شعلة النار. ظهر الاختلاف والتنوع سريعاً في التصميم بين الفرنسيون والايطاليون والهولنديون. ولقد اثبتت شعبيتها على مدى القرن المقبل في أوروبا وإنجلترا والمستعمرات الأمريكية. كتب تاجر القهوة هيومفيري برودبينت في عام 1722 عن مدى تفضيله لآلة التحميص الأسطوانية. وأكد على أن التحميص المنزلي يوفر القدرة على إزالة الحبوب التالفة من الدفعة قبل أن يتم تحميصها. وأيضاً لضمان معرفة أن التجار لم يضيفوا أي مسحوق من السموم إلى بن القهوة لرفع وزنها وسعرها. وكتب أيضاً «إن أكثر الأشخاص المميزين في هولندا يقومون بتحميص قهوتهم».

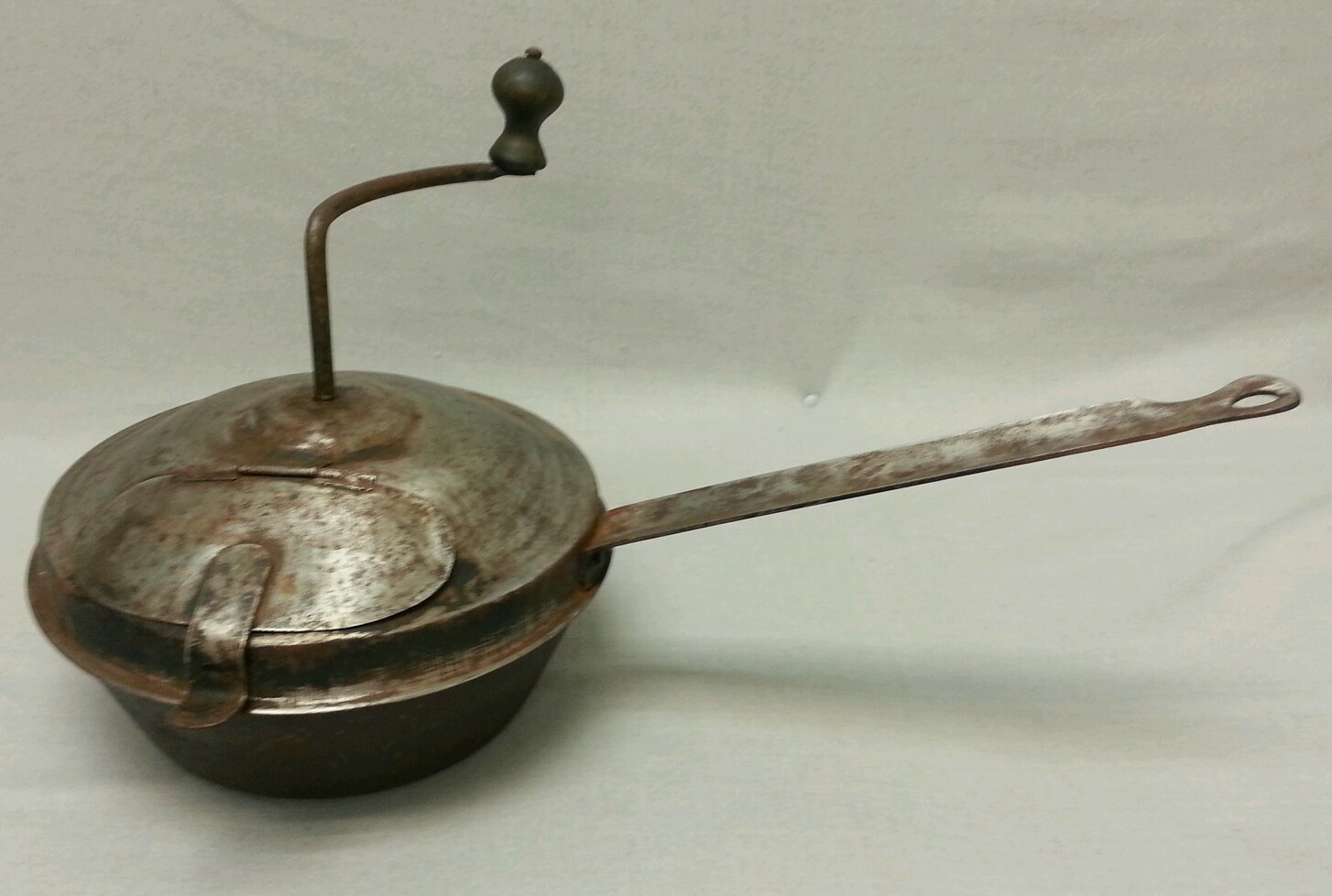
محمصة قهوة بمقبض توضع على الموقد كانت موجودة في حوالي عام 1890-1910.

في القرن التاسع عشر، تم منح العديد من جوائز براءات الاختراع للمحامص التجارية في الولايات المتحدة وأوروبا للسماح بإنتاج دفعات كبيرة من القهوة. على الرغم من ذلك، مازال التحميص المنزلي ذو شعبية. رجل بدأ العمل في مصنع للتحميص التجاري في عام 1850 في شارع لويس ميسوري يقول " كان العمل على بيع القهوة المحمصة شاق جدا مثل أي شخص يحمص قهوته على فرن المطبخ ". قال إن الحجج الي استخدمتها شركته ضد التحميص المنزلي تتضمن مناشدات في توفير الوقود والعمالة، وحذرت من مخاطر الحرق أو الإشعال وإمكانية إفساد البن أو جعله شراباً ذو مذاق سيئ. على الرغم من ذلك، ومع ذلك أصبحت الأجهزة المنزلية لتحميص القهوة شائعة، ففي عام 1849 تم ابتكار آلة تحميص قهوة كروية الشكل في سينسيناتي، تستخدم هذه المحامص الكروية على موقد الحطب في المطبخ وهي ملائمه لفتحة الموقد. المبتكر جابيز برنز وعالم الدين ابن أخيه توصلوا إلى أنه بالخبرة والمهارة وباستخدام أبسط الأدوات مثل بودرة الذرة في المنزل أو المخيم يمكن الحصول على قهوة محمصة باعتدال. وقال جابيز برنز عام 1874 " أن اختراع المحامص النقالة أصبح منتشر بكثرة مثل مصائد الفئران أو مخضات البن. يتوفر البن الأخضر في المتجر المحلي العام أو حتى بواسطة طلبات البريد وهذا السبب الحديث لحرق لائحات عروض القهوة الخضراء. العديد من الناس يستخدم آليات بسيطة للتحميص مثل طبقة من البن على قصدير داخل الفرن أو بن موزع في مقلاة على النار. فعلى الرغم من شعبية التحميص المنزلي، وأحس برنز بأنها ستتلاشى بسبب التقدم السريع في التحميص التجاري في عام 1860 و 1870، بالإضافة إلى فوائد اقتصاديات السعة. وقد أحدثت اكتشافات برنز المسجلة ثورة في الولايات المتحدة في مجال التحميص التجاري تماما مثل اجتماع المكتشفين اميرك ام رين جعلت من القهوة المحمصة في المانيا في تقدم مستمر. وفي فيلاديلفيا، عام 1864، انطلق التسويق من الأخوان آربوكل فقد قدموا القهوة المحمصة بأكياس ورقية بما يعادل رطل واحد أي (0,45) كلجم فجلبت لهم النجاح بالإضافة إلى الكثير من المقلدين. ومن هذا الوقت أصبحت هنالك نهضة للقهوة التجارية المحمصة إلى أن تفوقت على التحميص المنزلي تدريجيا خلال عام 1900 في أمريكا. وفي عام 1903 و 1906 سجلت أول ماكينة تحميص إلكترونية في الولايات المتحدة الأمريكية وألمانيا. فحدت الأجهزة التجارية من مشاكل الدخان أو بخار الوقود الذي يجلب طعم سيئ للقهوة. وفي فرنسا لم يتخلوا عن التحميص المنزلي إلى ما بعد عام 1920 خصوصا من هم في المناطق النائية، فقد كانت تحمص القهوة إلى لون داكن على دفعات صغيرة في المنزل، وبواسطة أصحاب المتاجر وباستخدام عدة طرق تشمل: أسطوانة زجاجية دوارة وقصدير أو شبكة سلكية وتلك التي تحرك باليد بانتظام أو بالمحرك الإلكتروني. أصبح السكان عادة ما يحمصون القهوة خارج المنزلً بسبب الدخان وتطاير القشور.
في 1950 تماما مثلما ما كانت القهوة سريعة التحضير مشروب شهير، بدأ افتتاح المقاهي المختصة لتلبية احتياج المتذوقين وتوفير الكثير من القهوة التقليدية المخمرة. في 1970 تم تأسيس أكثر من مقهى واحد مختص يقدم مجموعة من القهوة المحمصة من انحاء العالم. في 1980 و 1990 لاحظ خبراء القهوة تقدماً كبيراً. خلال عام 1970 و 1980 تم صنع المحمصة المنزلية لشركة سايمنس سيروكو في ألمانيا الغربية وتم تسويقها عالمياً. كانت تستخدم محمصة السوائل الصغيرة لمحبي التحميص المنزلي. فقد تم تسمية هذ ا المنتج بعد دعاية لطريقة التحميص بالهواء الحار والتي سميت تبعاً للرياح الصحراوية التي تدعى ب «سيروكو». وفي 1976 حصل المهندس التجاري ميشال سيفيتس على براءة اختراع لتصميم الهواء الساخن للتصنيع في الولايات المتحدة الأمريكية فأصبحت من بدائل الاقتصادية الشهيرة. وحينها دعا سيفيتس الذين يحمصون في منازلهم بالتركيز على جودة البن. وأصبح هناك طفرة في تقديم اختراعات للتحميص المنزلي كانت من عام 1986 إلى عام 1999. وفي 1990 أصبحت الكثير من المعدات المنزلية متاحة بالإضافة إلى الحماصة الأسطوانية وتنوع محمصة السوائل. في غضون 2001 أستخدم هواة القهوة الفاخرة الأنترنت للشراء البن الأخضر من المزارع الناضجة وتوصيله عبر البريد.

## مميزاتها
من العوامل الأساسية التي تؤدي إلى شهرة التحميص المنزلي هي الاستمتاع بالقهوة باستخدام البن الطازج المحمص. له ميزة انه يقبل تحميص كمية قليلة من القهوة تغطي الاستهلاك بحيث تستخدم القهوة المحمصة قبل أن تصبح قديمة. ويعتمد ذلك على مصدر البن ووطريقة التخزين بعد التحميص عادة ما تكون نكهة حبوب البن الكاملة في ذروتها بين سبعة وأربعة عشر يوما بعد التحميص ولكن بعض البن يمكن أن يصمد لوقت أطول فيستمر إلى 21 يوم ثم يبدأ طعم البن المطحون بالتلاشي بسرعة أكبر. وهناك طرق لجعل البن طازج لوقت أطول: التبريد، التجميد، التغليف عن طريق تفريغ الهواء. تبديل غاز الأوكسجين الموجود داخل العبوة إلى غاز خامل.ويمكن أن تبقى حبوب البن الأخضر طازجة لمدة 1 – 3 سنوات حسب ظروف التخزين وأكثر تحديدا المحمصون المنزليون يقلصون وقت التخزين إلى 8 أو حتى 1.5 شهر.
وتتضمن المميزات الأخرى الاستمتاع بجودة عالية من القهوة في المناطق التي لا يوجد بها محمصين محليين، والاستفادة من السعر الأقل. وهؤلاء من هم يقومون بالتحميص لأسباب اقتصادية يمكنهم شراء البن الأخضر من التجار بالجملة بأحجام ضخمة وسعر أقل أفضل من شراء البن المحمص من تجار التجزئة. فقط يعتمد على نوع البن المختار. وبهذا يمكن للمحمصين المنزليين أن يوفرا تقريبا من 25% إلى 50 %.
وللمحمصين المنزليين الخيار باقتناء أنواع عديدة من البن الأخضر. وتعتبر هذه واحدة من دوافع الجذب لهذه الهواية. فيمكنهم الحصول على كميات صغيرة من البن عالي الجودة من العديد من الموردين والموزعين. قد يكون بعض البن نادر أو حائز على جوائز. على الجانب الأخر البعض قد يكون من بساتين القهوة المعروفة بالجودة والطعم المميز. ومن الشائع أن يقوم المحمصون المنزليون بشراء البن من دولة أو منطقة أو بستان معين وفي وقت موسم الحصاد بالسنة.

## التحميص
يمكن للمحمصين أن يختاروا من مختلف أنواع أدوات التحميص. كل واحدة لها مميزات مما تجعل لها نكهه خاصة. ونمط التحميص يصف الوقت الذي يمضيه البن في كل درجة حرارة خلال التحميص وتتضمن أيضاً درجة الحرارة النهائية للبن قبل تبريده. وله التأثير الكبير على الطعم والنكهة وهيئة القهوة. والمحمصون المنزليون يقضون وقت أطول للتحكم بهذه المعايير وتتضمن استخدام الكمبيوترات القابلة للبرمجة من أجل عملية التحكم وتسجيل البيانات. التحكم اليدوي بالمعدات يجعله دقيق وقابل لتكرار نمط التحكم بصعوبة، لذلك ذوي الخبرة سيتمتعون بنتائج أفضل. فواحد من مغريات هذه الهواية أن التحميص يكون بنفس النمط للحصول على طعم مثالي للقهوة وأن كانت ذاتية.
ينتج من تحميص القهوة بعض الدخان والقشور ولهاذا لابد أن تتم عملية التحميص في مكان ذا تهوية جيدة ومن الصعب إيجاد هذه البيئة داخل المنزل. ويتعرض التحميص الخارجي للقهوة بتغيرات في درجة حرارة الهواء والرياح وتتطلب تعديل عملية التحميص لتقديم النتائج المرجوة.

## الأدوات
هناك اربع طرق للتحميص المنزلي الحديث: في الفرن وعلى الموقد وفي آلة صنع الفشار وبعض الأجهزة المتخصصة. يمكن أن يتم تحميص بن القهوة باستخدام الفرن الحراري ويكون البن موزع على طبقة واحدة فقط في صينية مزودة بثقوب ولها حواف مرتفعة. وبسبب عدم التحريك فإن البن الموجود على أطراف الصينية ستصبح داكنة اسرع. يجب أن تكون منطقة الفرن ذات تهوية جيدة نظرا لتولد الكثير من الدخان. وهذه الطريقة تنتج بن قهوة متفاوت في درجات التحميص ويكاد يكون من المستحيل التوصل إلى مستوى واحد من التحميص وبعض الناس يفضل خلط البن الناتج.و من الممكن أن يتم التحميص على الموقد. وواحدة من الطرق التقليدية هي استخدام إناء طبخ مفتوح من الأعلى مثل مقلاة حديدية أو وعاء القلي أو مقلاة ووك (المستخدمة في الطبخ الصيني أو الياباني) ويتم تحريك البن بشكل مستمر للوصول إلى درجة حرارة متساوية من التحميص. ومن خيارات طرق التحميص هي استخدام آلة صنع الفشار مثل «ويرلي بوب» أو أي جهاز مشابه له مزود بذراع تحريك متكامل ونظام تحريك للحفاظ على البن اثناء التحميص. فيتطلب التحريك والعديد من فتحات التهوية. احيناً آلات صنع القشار تودي غرض جهاز التحميص ولكن بعض الأجهزة الخفيفة غير مصممة لتحمل الحراة في جميع مراحل تحميص القهوة.ومن الممكن أن تتلف من ضرر الحرارة نتيجة استخدام آلة الفشار للقهوة. ومع أن هذه الطريقة للتحميص تنتج دخان اقل من استخدام الفرن أو الموقد الا انها تتطلب تهوية جيدة. وتنتثر أيضا قشور القهوة المتطايرة من تحميص البن لذا يجب تنظيف قشور القهوة المبعثرة. فخيار التحميص داخل المنزل قد يحتفظ بالدخان حتى بعد ذلك، فالتحميص بالخارج خيار آخر. بعد استخدامك أي من هذه الطرق يجب أن يبرد البن يدوياً. فالطريقة المتعارفة لتبريد البن هي هزها أو وضعها في مصفاة حديدية لدقائق.
منذ عام 1970 أصبحت آلات الإلكترونية لتحميص القهوة متوفرة. فيتم التحميص والتبريد في النهاية بطريقة أوتوماتيكية. وعلى خلاف آلات صنع الفشار فهي تتحمل تشغيلها على حرارة عالية ومنها نوعان: محمصة السوائل أو الهواء أو أسطوانات التحميص. فمحمصة السوائل تحمص البن أسرع وتحتفظ بحموضية مكونات البن. الا أن البن الناتج يكون أكثر صلابة وعملية طحنة صعبة والقليل ينتهي ب«النكهة» للفم أو للجسم الموجودة في مشروب القهوة.أسطوانات التحميص تأخذ وقت أطول فحموضية المكونات تكون اقل فتتبخر بطريقة ما لتعطي طعم ناضج. فيكون البن المحمص لين وسهل الطحن وملائم للشرب. واحدة من عيوب الآلات تحميص القهوة هي سعتها القليلة: من 4 إلى 8 أونصة (110 إلى 230 جرام) من السوائل وأكثر منها بقليل لأسطوانات التحميص. وهي أيضاً باهظة الثمن. العيب الآخر هو أن معظم الآلات تخرج دخاناً.بغض النظر عن أي طريقة استخدمت فالجو هو العامل الرئيسي الذي يؤثر على نتيجة التحميص خصوصاً عند التحميص في الخارج. فالجو البارد يمدد وقت عملية التحميص وبالتأكيد سيؤثر سلباً على البن. وعندما يكون الجو في برودة شديدة تصبح الحماصة في الحرارة المعتدلة. وفي الجانب الآخر فالرطوبة نفس القدر من القلق لأنها توثر على وقت التحميص وجودة النتيجة.
هناك طرق أخرى غير مألوفة للتحميص المنزلي جربت من قبل بعض المبتكرين المتحمسين. مثل عدة تعديلات على التحميص بالسوائل والتحميص باستخدام آلة الفشار واستخدام المسدس الحراري داخل وعاء معدني وأيضا داخل الخبازة والشواية المعدلة التي تعمل بالغاز وغيرها الكثير.